# 円谷エンターテインメント
株式会社円谷エンターテインメント（つぶらやエンターテインメント）は、かつて存在した日本の映像制作会社。

## 会社データ
- 本社所在地 : 東京都渋谷区東1-2-23
- 代表取締役会長 : 松下順一
- 代表取締役社長 : 木谷裕介
- 専務取締役 : 米山紳

## 歴史
1989年7月、円谷プロダクションを退社した円谷粲が円谷映像を設立。
設立にあたって円谷プロダクションは一切関与していないが、円谷プロダクションの下請けとして『ウルトラシリーズ』関連番組などの制作も手掛けていた。
2004年1月、売り上げの低迷により、アートポートに事業譲渡して名称を円谷エンターテインメントに変更。
その後2015年の円谷映像新社を経て、2022年9月までにマーチャント・バンカーズの子会社化（娯楽TV→娯楽TVメディア・コンテンツ）した円谷メディア・コンテンツが継承していた。2024年9月にはマーチャント・バンカーズは娯楽TVメディア・コンテンツをアートポートインベストへ譲渡、元親会社の傘下に戻ったと見られる。

## 作品

### ドラマ
- 超人刑事シュワッチ（1990年3月31日）
- 怪奇千夜一夜物語（1991年4月 - 1991年9月）[6]
- B級ホラーWARASHI!（1991年10月 - 1992年3月）
- エコエコアザラク（1997年2月 - 1997年5月）
  - エコエコアザラク〜眼〜（2004年1月 - 2004年3月）
- 幸せをさがして (1992年10月 - 1992年12月)
- ねらわれた学園（1997年8月 - 1997年9月）
- 真・女神転生デビルサマナー（1997年10月 - 1998年3月）
- 仮面天使ロゼッタ（1998年7月 - 1998年9月）
- スターぼうず（2000年12月 - 2001年3月）

### アニメ
- クイーン・エメラルダス（1998年8月 - 1999年12月）
- コスモウォーリアー零（2001年7月 - 2001年9月）
- 神世紀伝マーズ（2002年10月 - 2003年2月）
- バビル2世（2001年10月 - 2001年12月）
- 幻魔大戦 神話前夜の章（2002年2月 - 2002年5月）
- ガンフロンティア（2002年3月 - 2002年6月）
- ふぉうちゅんドッグす（2002年7月 - 2003年3月）
- かっぱまき（2003年3月 - 2003年9月）
- SUBMARINE SUPER 99（2003年5月 - 2003年7月）
- 宇宙交響詩メーテル 銀河鉄道999外伝（2004年8月 - 2004年11月）
- みどりのくにのこえだちゃん（2004年10月 - 2005年9月）

### 映画
- ウルトラQ ザ・ムービー 星の伝説（1990年4月14日）

### オリジナルビデオ
- ミカドロイド (1991年11月8日)
- 髑髏戦士 ザ・スカルソルジャー 復讐の美学（1992年9月25日）[7]
- 仮面天使ロゼッタ 漆黒のフレイア（1999年11月21日）
- 隙魔（2005年9月22日）

### 制作協力
- ゴジラアイランド（1997年10月 - 1998年9月）
- 千年王国III銃士ヴァニーナイツ（1999年4月 - 1999年9月）
- ウルトラQ dark fantasy（2004年4月 - 2004年9月）
- 怪奇事件特捜チームS・R・I 嗤う火だるま男（2004年9月25日）
- メーテルレジェンド（2000年12月 - 2001年3月）

### 制作著作
- 美少女新世紀 GAZER（1998年8月 - 1998年9月）

## 訴訟
- 2007年12月27日、円谷映像から円谷エンターテインメントへの事業譲渡について、円谷粲の説明内容に虚偽があったとして東京地裁に提起した。円谷粲に対して不法行為に基づき、事業譲渡代金相当額5億5千万円の損害賠償を求めると共に、円谷粲が円谷プロダクションの副社長を務めていたことから、円谷プロダクションに対しても使用者責任に基づく、同額の損害賠償の支払いを求めるものであった[8]。
- 2010年7月8日、『ウルトラQ dark fantasy』の企画費未払いについて東京地裁より、約7800万円の支払いを命じられている。円谷プロダクションは円谷映像が債務超過に陥り、円谷エンターテインメントに事業譲渡された際に、プロデューサー料を含む企画費として約9500万円を支払う契約についても引き継がれたと判断されて、円谷プロダクションに支払われなかった約8600万円を求めた訴訟を起こしていた[9]。

## 関連書籍
- 竹書房 / イオン 編『超人画報 国産架空ヒーロー40年の歩み』竹書房、1995年11月30日。ISBN 4-88475-874-9。C0076。